# Джикинс, Дороти
До́роти Джи́кинс (англ. Dorothy Jeakins; 11 января 1914, Сан-Диего, Калифорния, США — 21 ноября 1995, Санта-Барбара, Калифорния, США) — американский художник по костюмам

 и актриса

. Лауреат трёх премий «Оскар» (1949, 1951, 1965) и номинантка на девять (дважды в 1953, 1957, 1962, 1963, 1966, 1967, 1974, 1988) в номинации «Лучший дизайн костюмов».

## Биография и карьера
Родившись в Сан-Диего, штат Калифорния, она ходила в государственную школу в Лос-Анджелесе с первого класса до старшей школы. Когда она была выпускницей в средней школе Фэрфакса, ей предложили стипендию для обучения в Институте искусств Отиса (в настоящее время известного как Колледж искусства и дизайна Отиса). Позже она была удостоена почётного звания доктора колледжа Отиса в 1987 году.
20 ноября 1939 года Джикинс вышла замуж за Рэя Данненбаума.
Джикинс начала работать над проектами WPA и в качестве художника Диснея в 1930-х годах. Её карьера в индустрии моды началась в качестве дизайнера в магазине I. Magnin’s, где её заметил режиссёр Виктор Флеминг. Нанятая в качестве художника эскиза для «Жанны д’Арк» (1948), Джикинс работала над костюмами вместе с Барбарой Каринской и обе получили «Оскар» за костюмы в номинации за цветные фильмы. Это был первый «Оскар» за костюмы в цветных фильмах.
Джикинс была необычной в том, что она работала фрилансером, никогда не подписывая долгосрочный контракт ни с одной студией. Она стабильно работала в течение следующих тридцати девяти лет, выиграв ещё два «Оскара», за «Самсона и Далилу» (1949, совместно с Эдит Хэд и другими), и «Ночь игуаны» (1964), и получила ещё 9 номинаций (за фильмы «Величайшее шоу мира», «Моя кузина Рэйчел», «Десять заповедей», «Детский час», «Музыкант», «Звуки музыки», «Гавайи», «Встреча двух сердец» и «Мёртвые»).

## Избранная фильмография
- 1948 — «Жанна д’Арк» / Joan of Arc (художник по костюмам)
- 1952 — «Величайшее шоу мира» / The Greatest Show on Earth (художник по костюмам)
- 1952 — «Моя кузина Рэйчел» / My Cousin Rachel (художник по костюмам)
- 1953 — «Ниагара» / Niagara (художник по костюмам)
- 1953 — «Титаник» / Titanic (художник по костюмам)
- 1956 — «Десять заповедей» / The Ten Commandments (костюмер)
- 1956 — «Неприкаянные» / The Misfits (костюмер Мэрилин Монро)
- 1956 — «Дружеское увещевание» / Friendly Persuasion (художник по костюмам)
- 1958 — «Любовь под вязами» / Desire Under the Elms (художник по костюмам)
- 1958 — «Юг Тихого океана» / South Pacific (художник по костюмам)
- 1960 — «Непрощённая» / The Unforgiven (художник по костюмам)
- 1960 — «Элмер Гантри» / Elmer Gantry (художник по костюмам)
- 1960 — «Займёмся любовью» / Let’s Make Love (художник по костюмам)
- 1961 — «Детский час» / The Children’s Hour (художник по костюмам)
- 1962 — «Музыкант» / The Music Man (художник по костюмам)
- 1964 — «Самый достойный» / The Best Man (костюмер)
- 1964 — «Ночь игуаны» / The Night of the Iguana (художник по костюмам)
- 1965 — «Звуки музыки» / The Sound of Music (художник по костюмам, костюмер; исполнительница роли Сестры Августы, в титрах не указана)
- 1967 — «Блики в золотом глазу» / Reflections in a Golden Eye (художник по костюмам)
- 1968 — «Радуга Финиана» / Finian’s Rainbow (художник по костюмам)
- 1968 — «Посредник» / The Fixer (художник по костюмам)
- 1969 — «Настоящее мужество» / True Grit (художник по костюмам)
- 1970 — «Молли Магуайерс» / The Molly Maguires (художник по костюмам)
- 1970 — «Маленький большой человек» / Little Big Man (художник по костюмам)
- 1972 — «Жирный город» / Fat City (художник по костюмам)
- 1973 — «Встреча двух сердец» / The Way We Were (художник по костюмам)
- 1973 — «Продавец льда грядёт» / The Iceman Cometh (художник по костюмам)
- 1974 — «Молодой Франкенштейн» / Young Frankenstein (художник по костюмам)
- 1974 — «Якудза» / The Yakuza (художник по костюмам)
- 1975 — «Гинденбург» / The Hindenburg (художник по костюмам, костюмер)
- 1977 — «Чужая дочь» / Audrey Rose (художник по костюмам)
- 1979 — «Любовь и пули» / Love and Bullets (художник по костюмам)
- 1981 — «Почтальон всегда звонит дважды» / The Postman Always Rings Twice (художник по костюмам)
- 1981 — «На золотом озере» / On Golden Pond (художник по костюмам)
- 1987 — «Мёртвые» / The Dead (художник по костюмам)